# Янтти, Юха-Веса
Юха-Веса Янтти (род. 12 января 1969 года в Коуволе, Финляндия) — финский спортсмен, специализирующийся в мас-рестлинге. Капитан и тренер сборной Финляндии. Участник этапов кубка мира по мас-рестлингу, участник чемпионатов мира по мас-рестлингу. Тренер чемпионки мира по мас-рестлингу Вааранмы Анниины.